# Målsör
Målsör är skär i Åland (Finland). De ligger i Skärgårdshavet och i kommunerna Kökar och Föglö i landskapet Åland, i den sydvästra delen av landet. Öarna ligger omkring 52 kilometer sydöst om Mariehamn och omkring 240 kilometer väster om Helsingfors.
Arean för den av öarna koordinaterna pekar på är 1,4 hektar och dess största längd är 210 meter i sydöst-nordvästlig riktning. Trakten är glest befolkad. Närmaste större samhälle är Kökar, 11,8 km nordost om Målsör.